# Jeff Bennett
Jeffrey Glenn "Jeff" Bennett (sinh 2 tháng 10 1962) là một diễn viên lồng tiếng Mỹ được liệt kê vào trong số "các tên tuổi lồng tiếng hàng đầu", được biết đến nhiều nhất với vai trò người lồng tiếng của Johnny Bravo trong loạt phim cùng tên, Kowalski trong loạt phim Nickelodeon The Penguins of Madagascar, và lồng tiếng cho Smee của Disney. Khi lồng tiếng Johnny, anh nói như giọng của Elvis Presley.
Bennett cũng đảm nhận vai trò từ hai diễn viên đã diễn xuất hai nhân vật khác nhau trong loạt phim Star Wars: Jango Fett, vai này ban đầu diễn xuất bởi diễn viên Temuera Morrison, và Count Dooku, vai này ban đầu diễn xuất bởi diễn viên Christopher Lee trong Star Wars: Jedi Starfighter. Bennett cũng diễn vai Jango Fett cho Star Wars: Galactic Battlegrounds.